# Zemský okres Rostock
Zemský okres Rostock (německy Landkreis Rostock) je zemský okres v německé spolkové zemi Meklenbursko-Přední Pomořansko. Sídlem správy zemského okresu je město Güstrow. Má přibližně 212 tisíc obyvatel. 

## Města a obce
Města:
- Bad Doberan
- Bützow
- Gnoien
- Güstrow
- Krakow am See
- Kröpelin
- Kühlungsborn
- Laage
- Neubukow
- Rerik
- Schwaan
- Tessin
- Teterow

Obce:
- Admannshagen-Bargeshagen
- Alt Bukow
- Alt Sührkow
- Altkalen
- Am Salzhaff
- Bartenshagen-Parkentin
- Bastorf
- Baumgarten
- Behren-Lübchin
- Benitz
- Bentwisch
- Bernitt
- Biendorf
- Blankenhagen
- Boddin
- Börgerende-Rethwisch
- Bröbberow
- Broderstorf
- Cammin
- Carinerland
- Dahmen
- Dalkendorf
- Diekhof
- Dobbin-Linstow
- Dolgen am See
- Dreetz
- Dummerstorf
- Elmenhorst/Lichtenhagen
- Finkenthal
- Gelbensande
- Glasewitz
- Gnewitz
- Graal-Müritz
- Grammow
- Groß Roge
- Groß Schwiesow
- Groß Wokern
- Groß Wüstenfelde
- Gülzow-Prüzen
- Gutow
- Hohen Demzin
- Hohen Sprenz
- Hohenfelde
- Hoppenrade
- Jördenstorf
- Jürgenshagen
- Kassow
- Kirch Mulsow
- Klein Belitz
- Klein Kussewitz
- Klein Upahl
- Kritzmow
- Kuchelmiß
- Kuhs
- Lalendorf
- Lambrechtshagen
- Lelkendorf
- Lohmen
- Lühburg
- Lüssow
- Mistorf
- Mönchhagen
- Mühl Rosin
- Nienhagen
- Nustrow
- Papendorf
- Penzin
- Plaaz
- Pölchow
- Poppendorf
- Prebberede
- Reddelich
- Reimershagen
- Retschow
- Roggentin
- Rövershagen
- Rühn
- Rukieten
- Sanitz
- Sarmstorf
- Satow
- Schorssow
- Schwasdorf
- Selpin
- Stäbelow
- Steffenshagen
- Steinhagen
- Stubbendorf
- Sukow-Levitzow
- Tarnow
- Thelkow
- Thulendorf
- Thürkow
- Vorbeck
- Walkendorf
- Wardow
- Warnkenhagen
- Warnow
- Wiendorf
- Wittenbeck
- Zarnewanz
- Zehna
- Zepelin
- Ziesendorf